# John Henry Newman
John Henry Newman, CO (Londres, 21 de fevereiro de 1801 – Edgbaston, 11 de agosto de 1890) foi um sacerdote católico inglês convertido do anglicanismo para o catolicismo, posteriormente nomeado cardeal pelo papa Leão XIII em 1879. Foi beatificado no dia 19 de setembro de 2010 pelo Papa Bento XVI e posteriormente canonizado pelo Papa Francisco no dia 13 de outubro de 2019. Em 31 de julho de 2025, foi proclamado Doutor da Igreja pelo Papa Leão XIV.
Estudou no Trinity College de Oxford (1816) e no Oriel College (1822) e foi ordenado sacerdote da Igreja Anglicana. Tornou-se mais tarde num dos líderes do "Movimento de Oxford". Naquela época, ele considerava o anglicanismo de seu tempo excessivamente protestante e laicizado e considerava o catolicismo corrompido em relação às origens do cristianismo. Buscou uma "via média" entre os dois, e, pesquisando sobre os primórdios da Igreja Católica e do cristianismo em geral, terminou por converter-se ao catolicismo.
Depois de sua conversão ao catolicismo (1845), ele foi ordenado sacerdote da Igreja Católica em Roma (1847), abriu e dirigiu em Birmingham um oratório de São Filipe Néri e foi ainda reitor da Universidade Católica da Irlanda (1854).

## Pensamento e Apostolado
O seu pensamento é representativo da "filosofia da ação e da filosofia da vida" e o seu "apostolado no campo da inteligência exercido por Newman foi intenso. As suas obras completas atingem a 37 tomos, versando sobre os mais variados assuntos — teologia, filosofia, literatura, história, espiritualidade — e os arquivos do Oratório conservam as 70 mil cartas que escreveu. As obras que publicou sobre a Universidade de Dublin, tornaram-se clássicas para a literatura católica. Os seus Sermões espelham todos eles sólida piedade e grande amor pelas almas".

### Sobre o desenvolvimento da doutrina
Uma contribuição muito importante do seu pensamento teológico foi o desenvolvimento da doutrina católica, que foi considerado pelo Papa Bento XVI como um "contributo decisivo [de Newman] para a renovação da teologia". Esta contribuição foi introduzida no livro Ensaio sobre o Desenvolvimento da Doutrina Cristã, escrita por Newman em 1845. Neste livro, Newman usou a ideia do desenvolvimento da doutrina para defender a doutrina católica de ataques e críticas feitas por alguns anglicanos e protestantes, que achavam que alguns elementos da doutrina católica eram corrupções ou inovações contrárias aos ensinamentos de Jesus Cristo.
Ele argumentou também que várias doutrinas católicas rejeitadas pelos protestantes (tais como a hiperdulia ou o purgatório) tinham uma história de desenvolvimento análoga às doutrinas que foram aceites pelos protestantes (tais como a Santíssima Trindade ou a união hipostática de Cristo). Este desenvolvimento foi, em sua opinião, as consequências naturais e benéficas do estudo e reflexão da razão humana sobre a Revelação divina, que é imutável. Ele defendia que este estudo teólogico levaria a Igreja Católica a aperceber progressivamente de certas realidades reveladas que antes não tinha compreendido explícita e totalmente.
O Papa Bento XVI salientou que "a concepção de Newman sobre a ideia do desenvolvimento marcou o seu caminho rumo ao catolicismo. Contudo não se trata apenas de um desenvolvimento coerente de ideias. No conceito de desenvolvimento está em jogo a própria vida pessoal de Newman, [...] a própria experiência pessoal de uma conversão jamais concluída." O Papa afirmou ainda que, com esta concepção teológica, Newman "ofereceu-nos a interpretação não só do caminho da doutrina cristã, mas também da vida cristã".

### Sobre a primazia e a infalibilidade papais
O cardeal Newman defendeu que "a infalibilidade da Igreja é como uma medida adotada pela misericórdia do Criador para preservar a [verdadeira] religião no mundo e para refrear aquela liberdade de pensamento que, evidentemente, em si mesma, é um dos nossos maiores dons naturais, mas que urge salvar dos seus próprios excessos suicidas".
O cardeal Newman defendeu ainda que a primazia papal, cuja força provinha da Revelação divina, "completa a consciência natural iluminada de maneira apenas incompleta, e “a sua razão de ser é o facto de ser o campeão da lei moral e da consciência”". Logo, para Newman, a liberdade de consciência, que também implica o cumprimento obrigatório dos deveres divinos ditados pela própria consciência, é compatível com a primazia e infalibilidade papais.

## Conversão de Newman

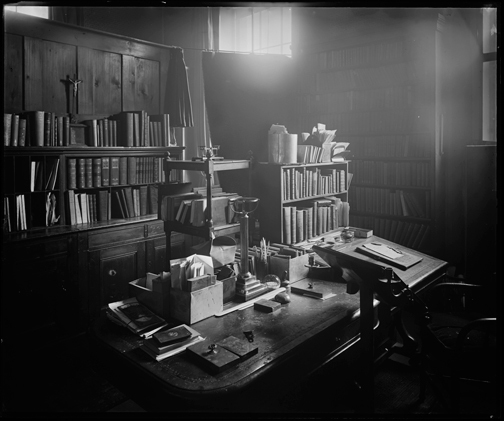
Escritório do Card. Newman no Oratório de Birmingham

No seu discurso por ocasião da troca de votos natalícios com a Cúria Romana, no dia 20 de Dezembro de 2010, o Papa Bento XVI salientou o percurso da conversão de Newman e o desenvolvimento do seu pensamento, que acompanhou a sua conversão:
"Devemos aprender das três conversões de Newman, porque são passos de um caminho espiritual que nos interessa a todos. Aqui desejo pôr em evidência apenas a primeira: a conversão à fé no Deus vivo. Até àquele momento, Newman pensava como a média dos homens do seu tempo e como a média dos homens também de hoje, que não excluem pura e simplesmente a existência de Deus, mas consideram-na em todo o caso como algo incerto, que não tem qualquer função essencial na própria vida. Como verdadeiramente real apresentava-se-lhe, a ele como aos homens do seu e do nosso tempo, o empírico, aquilo que se pode materialmente agarrar. Esta é a «realidade» segundo a qual nos orientamos. O «real» é aquilo que se pode agarrar, são as coisas que se podem calcular e pegar na mão. Na sua conversão, Newman reconhece precisamente que as coisas estão ao contrário: Deus e a alma, o próprio ser do homem a nível espiritual constituem aquilo que é verdadeiramente real, aquilo que conta. São muito mais reais que os objectos palpáveis. Esta conversão significa uma viragem copernicana. Aquilo que até então lhe apareceu irreal e secundário, revela-se agora como a realidade verdadeiramente decisiva. Onde se dá uma tal conversão, não é simplesmente um teoria que é mudada; muda a forma fundamental da vida. De tal conversão todos nós temos incessante necessidade: então estaremos no recto caminho."
"Em Newman, a forma motriz que impelia pelo caminho da conversão era a consciência. Com isto, porém, que se entende? No pensamento moderno, a palavra «consciência» significa que, em matéria de moral e de religião, a dimensão subjectiva, o indivíduo, constitui a última instância de decisão. O mundo é repartido pelos âmbitos do objectivo e do subjectivo. Ao objectivo pertencem as coisas que se podem calcular e verificar através da experiência. Uma vez que a religião e a moral se subtraem a estes métodos, são consideradas como âmbito do subjectivo. Aqui não haveria, em última análise, critérios objectivos. Por isso a última instância que aqui pode decidir seria apenas o sujeito; e é isto precisamente o que se exprime com a palavra «consciência»: neste âmbito, pode decidir apenas o indivíduo, o individuo com as suas intuições e experiências. A concepção que Newman tem da consciência é diametralmente oposta. Para ele, «consciência» significa a capacidade de verdade do homem: a capacidade de reconhecer, precisamente nos âmbitos decisivos da sua existência – religião e moral –, uma verdade, a verdade. E, com isto, a consciência, a capacidade do homem de reconhecer a verdade, impõe-lhe, ao mesmo tempo, o dever de se encaminhar para a verdade, procurá-la e submeter-se a ela onde quer que a encontre. Consciência é capacidade de verdade e obediência à verdade, que se mostra ao homem que procura de coração aberto. O caminho das conversões de Newman é um caminho da consciência: um caminho não da subjectividade que se afirma, mas, precisamente ao contrário, da obediência à verdade que pouco a pouco se abria para ele."
"A sua terceira conversão, a conversão ao Catolicismo, exigia-lhe o abandono de quase tudo o que lhe era caro e precioso: os seus haveres e a sua profissão, o seu grau académico, os laços familiares e muitos amigos. A renúncia que a obediência à verdade, a sua consciência, lhe pedia, ia mais além ainda. Newman sempre estivera consciente de ter uma missão para a Inglaterra. Mas, na teologia católica do seu tempo, dificilmente podia ser ouvida a sua voz. Era demasiado alheia à forma dominante do pensamento teológico e mesmo da devoção. Em Janeiro de 1863, escreveu no seu diário estas palavras impressionantes: «Como protestante, a minha religião parecia-me miserável, mas não a minha vida. E agora, como católico, a minha vida é miserável, mas não a minha religião». Não chegara ainda a hora da sua eficácia. Na humildade e na escuridão da obediência, ele teve de esperar até que a sua mensagem fosse utilizada e compreendida. Para poder afirmar a identidade entre o conceito que Newman tinha da consciência e a noção subjectiva moderna da consciência, comprazem-se em fazer referência à sua palavra, segundo a qual ele – no caso de ter de fazer um brinde – teria brindado primeiro à consciência e depois ao Papa. Mas, nesta afirmação, «consciência» não significa a obrigatoriedade última da intuição subjectiva; é a expressão da acessibilidade e da força vinculadora da verdade: nisto se funda o seu primado. Ao Papa pode ser dedicado o segundo brinde, porque a sua missão é exigir a obediência à verdade."

## Homenagem e Louvor

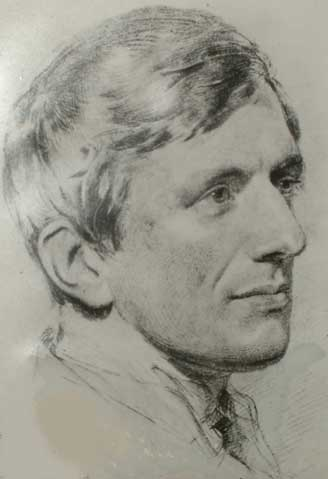
John Henry Newman em 1824.

A sabedoria e a ortodoxia doutrinária de Newman foram louvadas por Leão XIII, Pio X e Pio XII. No séc. XX, já depois da morte do Cardeal Newman, o Papa Pio XII chegou mesmo a afirmar que Newman é a "Glória da Inglaterra e de toda a Igreja".
Por ocasião da comemoração do centenário da sua morte, assim se referiu a Newman o então Cardeal Joseph Ratzinger (Papa Bento XVI), Prefeito da Congregação para Doutrina da Fé, em 28 de abril de 1990:
"De Newman aprendemos a compreender a primazia do Papa: a liberdade de consciência assim ensinava Newman com a Carta ao Duque de Norfolk não se identifica de modo algum com o direito de “dispensar-se da consciência, de ignorar o Legislador e o Juiz, e de ser independentes de deveres invisíveis”. Deste modo a consciência, no seu significado autêntico, é o verdadeiro fundamento da autoridade do Papa. De facto, a sua força vem da Revelação, que completa a consciência natural iluminada de maneira apenas incompleta, e “a sua razão de ser é o facto de ser o campeão da lei moral e da consciência”." 
"A doutrina de Newman sobre o desenvolvimento do dogma, que considero ser, com a doutrina sobre a consciência, o seu contributo decisivo para a renovação da teologia. Com isto ele pôs nas nossas mãos a chave para inserir na teologia um pensamento histórico, ou melhor: ele ensinou-nos a pensar historicamente a teologia, e precisamente desta forma, a reconhecer a identidade da fé em todas as mutações".
"A concepção de Newman sobre a ideia do desenvolvimento marcou o seu caminho rumo ao catolicismo. Contudo não se trata apenas de um desenvolvimento coerente de ideias. No conceito de desenvolvimento está em jogo a própria vida pessoal de Newman. Parece-me que isto se torna evidente na sua conhecida afirmação, contida no famoso Ensaio sobre o Desenvolvimento da Doutrina Cristã: “aqui, na terra, viver é mudar, e a perfeição é o resultado de muitas transformações”. Newman foi ao longo de toda a sua vida uma pessoa que se converteu, que se transformou, e desta forma permaneceu sempre ele mesmo, e tornou-se sempre mais ele mesmo".
"Newman expôs na ideia do desenvolvimento a própria experiência pessoal de uma conversão jamais concluída, e assim ofereceu-nos a interpretação não só do caminho da doutrina cristã, mas também da vida cristã. O sinal característico do grande doutor da Igreja parece-me que seja aquele que ele não ensina só com o seu pensamento e com os seus discursos, mas também com a sua vida, porque nele pensamento e vida compenetram-se e determinam-se reciprocamente. Se isto é verdade, então Newman pertence deveras aos grandes doutores da Igreja, porque ele toca ao mesmo tempo o nosso coração e ilumina o nosso pensamento."

## Causa de beatificação e canonização

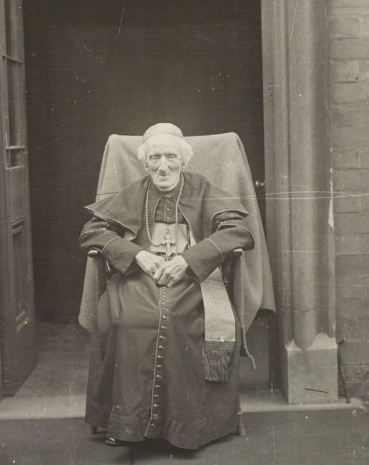
O Cardeal Newman em foto de 1890.

Em 1991, John Henry Newman foi proclamado venerável, depois de uma intensa investigação sobre a sua vida e as suas obras feita pela Congregação para a Causa dos Santos.
Ele foi beatificado em Birmingham, na visita de estado feita pelo Papa Bento XVI ao Reino Unido, em 19 de setembro de 2010. Nessa ocasião, o escultor Tim Tolkien (bisneto de J.R.R. Tolkien, também convertido catolicismo) apresentou uma estátua de Newman que foi benzida pelo Papa.
Sua canonização foi realizada no Vaticano, feita pela sua Santidade o Papa Francisco, no dia 13 de outubro de 2019 juntamente com mais 4 beatos.
Em 31 de julho de 2025, o Papa Leão XIV proclamou-o como Doutor da Igreja.

## Publicações

### Período Anglicano
- The Arians of the Fourth Century, Nova York: Longmans, Green e Co. (1911).
- Tracts for the Times (1833–1841)
- British Critic (1836–1842)
- Lyra Apostolica (poemas principalmente de Newman e Keble, coletados em 1836)
- On the Prophetical Office of the Church (1837)
- Lectures on Justification, Londres: J.G. & F. Rivington, (1838)
- Parochial and Plain Sermons (1834–1843)
- Select Treatises of St. Athanasius (1842, 1844)
- Essays on Miracles (1826, 1843)
- Oxford University Sermons (1843)
- Sermons on Subjects of the Day, Londres: J.G.F. & J. Rivington, (1843)
- Lives of the Saints
  - Volume 1, Londres: James Toovey, (1845)
  - Volume 2, Londres: James Toovey, (1845)
  - Volume 3, Londres: James Toovey, (1845)
  - Volume 4, Londres: James Toovey, (1844)
  - Volume 5, Londres: James Toovey, (1845)
  - Volume 6, Londres: James Toovey, (1845)
  - Volume 7, Londres: James Toovey, (1845)

### Período católico
- Essay on the Development of Christian Doctrine, Nova York: D. Appleton e Company (1845).
- Retractation of Anti-Catholic Statements (1845)
- Loss and Gain, Londres: James Burns, (romance – 1848)
- Faith and Prejudice and Other Unpublished Sermons (1848–1873; coletado em 1956)
- Discourses to Mixed Congregations, Londres: Longman, Brown, Green and Longmans, (1849)
- Lectures on Certain Difficulties Felt by Anglicans in Submitting to the Catholic Church, Londres: Burns & Lambert, (1850)
- Lectures on the Present Position of Catholics in England : Addressed to the Brothers of the Oratory, Londres: Burns & Lambert, (1851)
- The Idea of a University (1852 e 1858)
- Cathedra Sempiterna (1852)
- Callista, Londres: Burns e Lambert (romance – 1855)
- On Consulting the Faithful in Matters of Christian Doctrine (1859)
- The Rambler (editor) (1859–1860)
- Apologia Pro Vita Sua (autobiografia religiosa – 1864; ed. revisada, 1865)
- Letter to Dr. Pusey (1865)
- The Dream of Gerontius (1865)
- An Essay in Aid of a Grammar of Assent (1870)
- Sermons Preached on Various Occasions ([1874)
- Letter to the Duke of Norfolk (1875)
- Five Letters (1875)
- Sermon Notes (1849–1878)
- Select Treatises of St. Athanasius, Londres: Pickering, (1881).
- On the Inspiration of Scripture, Londres: K. Paul, (1884).
- Development of Religious Error, Londres: Isbister, (1885).
- The Second Spring: A Sermon, New York: Longmans, Green, e Co. (1911).

### Outras obras diversas
- Historical Tracts of St. Athanasius, Oxford: John Henry Parker, (1843).
- Achilli v. Newman: A Full and Authentic Report of the Above Prosecution for Libel, Tried Before Lord Campbell and a Special Jury, in the Court of Queen's Bench, Westminster, June, 1852, Londres: W. Strange, (1852).
- Lectures and Essays on University Subjects, Londres: Longman, Brown, Green. Longmans, e Roberts, (1859).
- Essays Critical and Historical, Londres: B.M. Pickering, (1871).
- Tracts Theological and Ecclesiastical, Londres: B.M. Pickering, (1874).
- Discussions and Arguments, Londres: Pickering, (1872).
- Historical Sketches (various/1872)
- Addresses to Cardinal Newman and His Replies, com Biglietto Speech (1879)

### Seleções
- Realizations: Newman's Own Selection of His Sermons (edited by Vincent Ferrer Blehl, S.J., 1964). Liturgical Press, 2009. ISBN 978-0-8146-3290-1
- Mary the Second Eve (compiled by Sister Eileen Breen, F.M.A., 1969). TAN Books, 2009. ISBN 978-0-89555-181-8
- Newman, John Henry (2006).  Earnest, James David; Tracey, Gerard, eds. Fifteen Sermons Preached Before the University of Oxford. [S.l.]: Oxford University Press